# Villers-sur-Bonnières
Villers-sur-Bonnières é uma comuna francesa na região administrativa de Altos da França, no departamento de Oise. Estende-se por uma área de 4,02 km². Em 2010 a comuna tinha 163 habitantes (densidade: 40,5 hab./km²).